# Luckin Coffee
Luckin Coffee Inc. (瑞幸咖啡S, Ruìxìng KāfēiP) è una azienda cinese di caffè e una catena di caffetterie in Cina. È stata fondata a Pechino nell'ottobre 2017. La maggior parte dei suoi punti vendita sono piccoli punti di ritiro in edifici per uffici e campus universitari, che servono per il ritiro e la consegna degli ordini online. A gennaio 2020 gestiva 4.507 negozi, superando il numero di caffetterie Starbucks in Cina, mentre a settembre 2021 tale numero è salito a 5.671.
Quotata sin dal maggio 2019 al NASDAQ, nell'aprile 2020, a seguito di un'investigazione interna, la compagnia stessa ha rivelato di aver gonfiato i propri ricavi di vendita del 2019 fino al 70% mediante transazioni falsificate. In conseguenza di ciò il prezzo delle azioni ha subito un crollo e diversi dirigenti sono stati licenziati, è stata inoltre sospesa la negoziazione dei titoli azionari e in data 29.06.2020 la società ha subito il cancellamento dal NASDAQ, trasferendo conseguentemente le operazioni finanziarie nel mercato OTC Pink.
A febbraio 2021 la società ha quindi dichiarato il Capitolo 15 della legge fallimentare statunitense allo scopo di proteggersi dalle azioni legali degli azionisti statunitensi durante la riorganizzazione delle proprie obbligazioni corporate (o societarie) nelle Isole Cayman. Tale mossa non ha avuto un impatto sostanziale sulle operazioni di Luckin Coffee in Cina, l'azienda ha continuato le proprie operazioni come al solito e tutte le sedi sono rimaste aperte. Il 13 dicembre 2021 la ristrutturazione delle obbligazioni societarie nelle Isole Cayman è stata quindi approvata da un giudice delle Isole Cayman, mentre il 17 dicembre 2021 Luckin Coffee ha anche ottenuto l'approvazione del suo piano di ristrutturazione da un giudice statunitense . Il 26 ottobre 2021, inoltre, l'azienda ha anche risolto un'importante azione legale collettiva degli azionisti federali, che la rende immune a ulteriori azioni legali degli azionisti con la sola eccezione di eventuali deroghe ad azioni collettive.
Luckin Coffee dovrebbe completare il piano di ristrutturazione a inizio 2022. Come già accennato, l'azienda ha aumentato notevolmente il numero di negozi dal 2019 al 2021 e a settembre 2021 gestiva un totale di 5671 punti vendita, ha inoltre registrato un aumento delle entrate di quasi il 106% dal terzo trimestre del 2020 al terzo trimestre del 2021 e la sua perdita netta si è ridotta da 75 milioni di dollari nel terzo trimestre del 2019 a 3,6 milioni di dollari nel terzo trimestre del 2021 (di cui 2,2 milioni di dollari attribuiti al trasferimento dell'ufficio di Pechino durante il trimestre). Alla fine del terzo trimestre del 2021, Luckin Coffee ha registrato disponibilità liquide e mezzi equivalenti per 793 milioni di dollari .

## Storia

### Dalla Fondazione

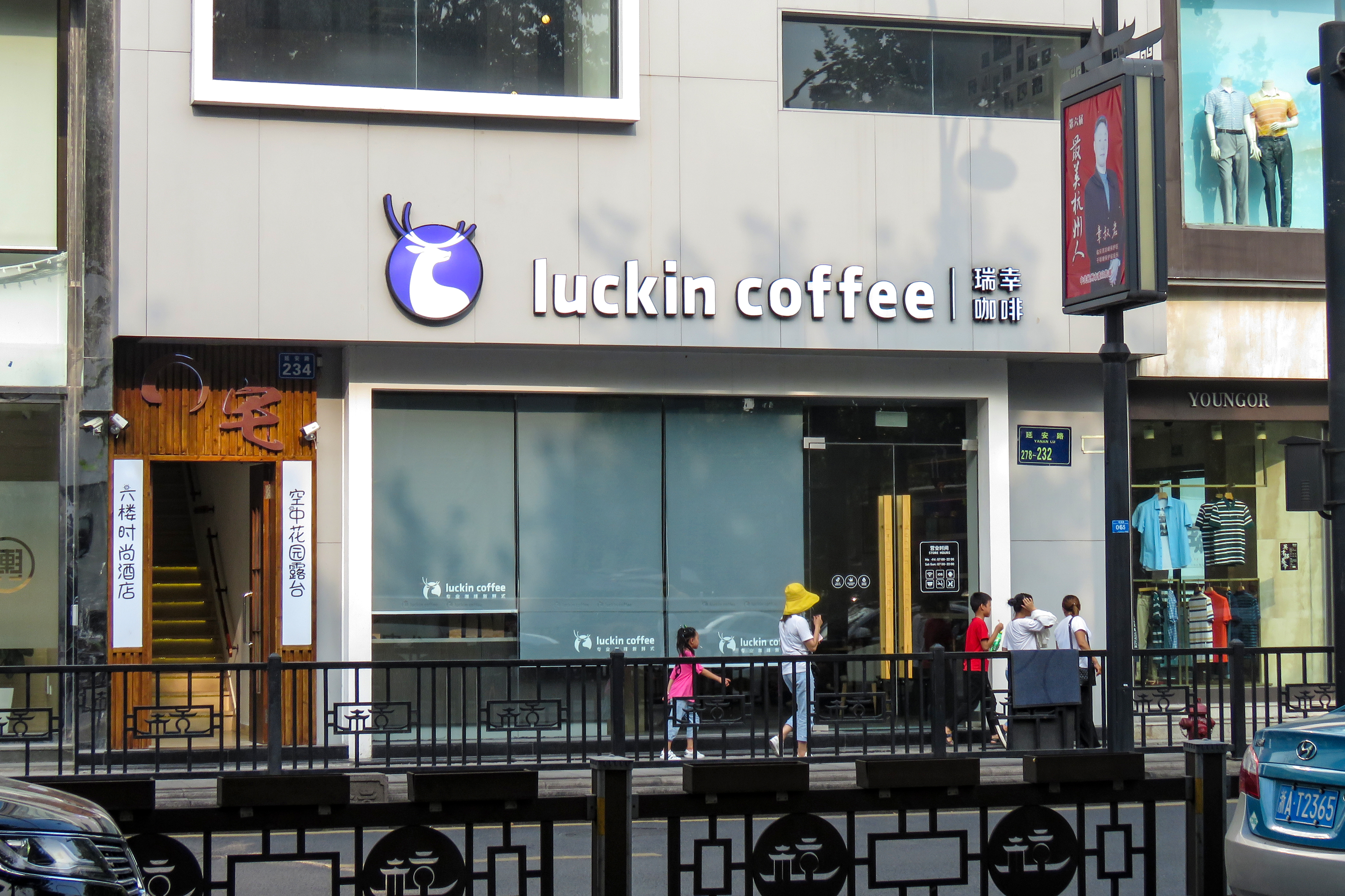
Sede di Luckin Coffee a Hubin

Luckin Coffee è stata fondata nell'ottobre 2017 e a gennaio 2018 aveva già aperto i suoi primi negozi a Pechino e Shanghai. La società ha annunciato il completamento del finanziamento del round-A per un totale di 200 milioni di dollari nel luglio 2018.
La società ha continuato la sua rapida crescita: a ottobre 2018, Luckin Coffee aveva aperto 1300 negozi, superando il numero di negozi Costa Coffee per diventare il secondo marchio di caffè in Cina. Luckin Coffee ha anche firmato un accordo di cooperazione strategica con Tencent. Gran parte dell'espansione di Luckin è stata alimentata da una strategia di marketing aggressiva che ha visto l'azienda spendere tre volte tanto quanto ha guadagnato per alimentare la sua crescita.
Nel maggio 2018, Luckin Coffee ha accusato Starbucks di formare un monopolio firmando contratti esclusivi con fornitori e proprietari. Starbucks ha respinto queste accuse come una trovata pubblicitaria. Il 16 maggio 2018 il caso è stato ufficialmente archiviato dalla corte popolare intermedia di Shenzhen. Nell'ottobre 2019, Luckin Coffee ha ritirato unilateralmente il caso.
Nel gennaio 2019, Luckin Coffee ha annunciato l'intenzione di aprire 2500 nuovi negozi e superare Starbucks per diventare il più grande marchio di caffè in Cina. Luckin Coffee ha anche guadagnato esposizione nel mercato azionario statunitense, facendo domanda per le quotazioni automatizzate del NASDAQ e iniziando a negoziare su tale mercato a $ 17 per azione. Dopo aver raggiunto $ 25,96 il primo giorno, il titolo è sceso a $ 16 il secondo giorno di negoziazione.
Alla fine di settembre 2019, Luckin Coffee aveva aperto 3.680 negozi, e aveva registrato una perdita netta di $ 75 milioni nel terzo trimestre del 2019. Nel gennaio 2019, la società ha nominato Reinout Schakel come CFO.
L'8 gennaio 2020, Luckin Coffee ha tenuto una conferenza stampa sulle operazioni dei negozi al dettaglio self-service. Alla conferenza, la società ha annunciato al pubblico di aver aperto 4507 negozi negli ultimi due anni e come tale era già diventato il più grande marchio di catene di caffè in Cina, superando Starbucks. Luckin Coffee ha anche annunciato nella conferenza stampa la sua strategia di negozi di vendita al dettaglio automatizzato senza personale e due nuovi prodotti tecnici: Luckin Coffee EXPRESS e Luckin popMINI. I locali Luckin Coffee EXPRESS adottano la caffettiera Schaerer di produzione svizzera e in futuro saranno collocati in uffici, campus, aeroporti, stazioni ferroviarie e comunità come caffettiere self-service. Luckin popMINI è il distributore automatico con prezzo e-commerce.

### Lo Scandalo
Il 31 gennaio 2020, la società di vendita allo scoperto Muddy Waters Research ha pubblicato un rapporto anonimo di 89 pagine su Twitter, sostenendo che Luckin Coffee aveva falsificato dati finanziari e operativi. Il rapporto afferma che il numero di articoli venduti per negozio è stato gonfiato di almeno il 69% nel terzo e dell'88% nel quarto trimestre del 2019, presumibilmente supportato da 11.200 ore di riprese video. Prima dell'apertura del mercato azionario statunitense il 3 febbraio 2020, Luckin Coffee ha risposto negando categoricamente tutte le accuse avanzate nel rapporto. La società ha sostenuto che il rapporto ha sollevato false accuse, con informazioni non comprovate e con metodologia viziata.
Il 2 aprile 2020, Luckin Coffee ha annunciato che da un'indagine interna è emerso che il suo direttore generale, Jian Liu, aveva fabbricato le vendite della società nel 2019 di "circa 2,2 miliardi di RMB" (310 milioni di USD). Il giorno successivo, la China Securities Regulatory Commission (中国证券监督管理委员会) ha annunciato di aver lanciato un’indagine interna per fare luce sulla presunta frode finanziaria perpetrata dal gruppo. L'8 aprile, il mercato azionario statunitense ha interrotto le negoziazioni su tutte le azioni Luckin Coffee per via dell'indagine antifrode. Nel mese di aprile, le azioni dell'azienda sono diminuite di oltre l'80%. A metà aprile 2020, la banca d'investimento americana Goldman Sachs annunciò che avrebbe sequestrato e venduto le partecipazioni Luckin Coffee del presidente della compagnia, Lu Zhengyao, dopo aver fallito un prestito di 518 milioni di dollari.
Il 12 maggio 2020, il CEO Jenny Zhiya Qian e il COO Jian Liu sono stati sollevati dalle loro posizioni, mentre Reinout Schakel è rimasto come CFO. Il 15 maggio, la società ha ricevuto una notifica di cancellazione dal Nasdaq.
Dopo oltre un mese di sospensione dell'attività commerciale, il titolo Luckin Coffee è stato nuovamente scambiato il 20 maggio 2020. Il 28 maggio, le azioni di Luckin Coffee (NASDAQ: LK) sono crollate di oltre il 20% dopo che il Wall Street Journal ha pubblicato un rapporto in cui si affermava che le società legate al presidente della società e all'azionista di maggioranza avevano un ruolo centrale nello scandalo contabile.
Lo scandalo ha un profondo impatto poiché il governo degli Stati Uniti è pronto a approvare una legge che impone la revisione contabile di società finanziarie cinesi o altrimenti tali società si troverebbero ad affrontare il "delisting" dai mercati azionari statunitensi.